# にしむらともこ
にしむら ともこ（6月28日 - ）は、日本の少女漫画家。兵庫県佐用町出身。血液型はAB型。

## 概要
1992年、「ドキドキ・させてよ!」（ちゃおDX冬休み増刊号）でデビュー。初期は主に小学館の学年別学習雑誌にて連載作品を発表していた。
1997年以降、同期の宮脇ゆきの、1年後輩の今井康絵やおおばやしみゆきとともに、『ちゃお』（小学館）で活動。
『ちゃお』2006年1月号からスタートした「極上!!めちゃモテ委員長」シリーズが人気を博し、コナミから本作をモチーフにしたゲームが発売、さらに2009年4月からはテレビアニメも放映され、単行本は本編17巻、続編5巻の計22巻に達している。

## 単行本一覧
- デイジー♥Magic
- 花まるDEキッチン
- 天使のはぴねす（全2巻）
- りとる×2 ミラクル（全2巻）
- 君だけのシュガーボイス
- すくらんぶる-b（全4巻）
  - 空色☆すくらんぶる（全3巻）
  - 虹色☆すくらんぶる
  - 卒業☆すくらんぶる
- もも・もも・ピーチ
- くれない花吹雪
- 極上!!めちゃモテ委員長（全17巻）
  - 新・極上!!めちゃモテ委員長（全5巻）
  - 極楽!!めちゃモテ委員長（既刊2巻/続刊中）
- 花嫁といじわるダーリン
- スイーツ怪盗バニラムーン（全4巻）
- RIRIA-伝説の家政婦-（既刊4巻/続刊中）

## アシスタント
- みづほ梨乃[2]